# ベガ1号
ベガ1号(ベガ1ごう、Vega 1)は、ソビエト連邦のベガ計画で用いられた宇宙探査機である。以前のベネラ計画の探査機を改良してBabakin Space Centerで設計され、5VKとしてLavochkinで製造された。
2つの大きな太陽電池から電力を供給され、アンテナ、カメラ、分光計、赤外線音響器、磁気センサ、プラズマプローブ等の科学機器を搭載した。4,920kgの探査機は、プロトン 8K82Kでバイコヌール宇宙基地から打ち上げられた。ベガ1号とベガ2号は三軸安定性で、ハレー彗星の塵から保護するためのシールドを備えていた。

## ベガ計画
ベガ1号のフライバイプローブから切り離された2日後の1985年6月11日に降下モジュールが金星に到着した。モジュールは1,500kgの重さの直径240cmの球形で、ランダーとバルーン型の探査機から構成されていた。フライバイプローブは、金星をスイングバイし、彗星の到着を待った。

### ランダー
ランダーは、ベガ2号及び以前のベネラ計画の探査機と全く同じものであった。その目的は、金星の大気と地表の調査であった。紫外線分光計、気温・気圧センサ、含水率計、ガスクロマトグラフィー、X線分光計、質量分析器、地表サンプリング装置等を搭載した。上記科学機器のいくつか（紫外線分光計、質量分析器、気温・気圧センサ）は、フランスとの共同開発によるものであった。
ランダーは、アフロディーテ大陸北のマーメイド平原内、北緯7.2°東経177.8°の地点に着陸した。過度の乱流のため、地表での実験を予定していたいくつかの機器が上空20kmで意図せず起動してしまい、質量分析器だけがデータを送り返すことができた。

### バルーン
ベガ1号のランダーとバルーンカプセルは、1985年6月11日2時6分10秒(UTC)に約11km/sの速度で金星の大気に突入した。おおよそ2時6分25秒(UTC)に高度64kmでランダーのキャップに接続されたパラシュートが開いた。パラシュートとキャップは15秒後、高度63kmで切り離された。バルーンはその40秒後、北緯8.1°東経176.9°の高度61kmの地点で、パラシュートによって押し出された。2つめのパラシュートは突入から200秒後、高度55kmで開き、巻き上げられたバルーンを引き出した。バルーンは100秒後に高度54kmで膨らみ、パラシュートと膨張装置は投棄された。突入から15分から25分後、バルーンが一度およそ高度50kmに達し、53kmから54kmの安定高度に浮かぶと、砂袋が投棄された。平均安定高度は53.6kmで、気圧は535ミリバール、気温は300から310Kであり、金星の雲の3つの層のうち最も活発な中間の層であった。バルーンは、ほぼ一定の緯度で平均69m/sの速度で吹く帯状風に乗って西方向に漂った。プローブは8,500km移動して、6月12日12時20分(UTC)に夜から昼に変わる境目に到達した。プローブはそのまま飛行を続け、11,600km移動した6月13日0時38分(UTC)に北緯8.1°東経68.8°の地点で最後の伝送を送った。それ以降、バルーンがどこに移動したのかは分かっていない。

## ハレーミッション
ハレー彗星が近づくと、ベガ1号は金星をスイングバイしてハレー彗星を迎えた。
1986年3月4日から送られ始めた画像は、ジオットがピンポイントで彗星に近づくために用いられた。ベガからの初期の画像は彗星の2つの明るい領域を写し出しており、これは当初は2つの核であると解釈されていた。後に、明るい領域は、彗星から放出されている2つのジェットであることが明らかとなった。またこの画像からは、赤外線分光計から核の温度は300Kから400Kと氷の天体としては温度が高いことも明らかとなった。その結果、彗星は表面の薄い表層が氷で覆われていると結論付けられた。
ベガ1号は、3月6日7時20分6秒(UTC)に彗星の核から8,889kmまで最接近した。コマのガス雲を通過中には、様々なフィルターで500枚以上の画像を撮影した。多くの塵が探査機に衝突したが、使用不能になった機器はなかった。
ベガの画像から、核の長さは約14kmで、約53時間の周期で自転していることが示された。また質量分析器により、塵の組成は炭素質コンドライトに似ており、クラスレートの氷も検出された。
3月7日と8日にも引き続き観測が行われた後、ベガ1号は深宇宙に進路を向けた。ベガ1号とベガ2号は、合計で約1500枚のハレー彗星の画像を送信した。ベガ1号は1987年1月30日、ベガ2号は同年3月24日に姿勢制御の推進剤を失った。
ベガ1号とベガ2号は、現在は太陽周回軌道にある。